# Карело-финская мифология
Каре́ло-фи́нская мифоло́гия — мифология карел и финнов, близкородственных финно-угорских народов. Часть общей финно-угорской мифологии. Напрямую связана с традиционными верованиями финнов.
Черты языческой религии и древней мифологии финнов длительное время сохранялись в виде разных преданий, веры в могущество слова при заклинаниях и магической медицины, практикуемой знахарями, занявшими место знаменитых колдунов севера и в особенности финской Лапландии. Кроме этих пережитков, материалом для научного восстановления древней религии финнов и первоначальных мифов, играющих столь важную роль в финской эпической поэзии (см. карело-финский поэтический эпос «Калевала»), могут служить некоторые известия средневековых писателей, первых протестантских проповедников XVI и XVII веков и учёных — наблюдателей народной жизни в XVIII и начале XIX века.

## История изучения
Первый список финских богов был дан основоположником финского письменного литературного языка епископом Микаэлем Агриколой (ок. 1510—1557).
Первым опытом систематического изложения финской мифологии считается диссертация Гавр. Арктополитана «De origine ас religione Femiorum»; в 1782 году вышло сочинение Э. Ленквиста, «Specimen âcad. de superstitione vet. Fennorum», в 1789 году — сочинение Кристфрида Ганандера «Mythologia Fennica».
Большое значение для изучения финской мифологии имели лекции Матиаса Кастрена (1813—1852) «Vorlesungen über finnische Mythologie», изданные в Санкт-Петербурге (1854). Этот его труд, как и другие его статьи о волшебстве финнов («Ueber d. Zauberkunst der Finnen») и общий обзор богословия и магии финнов во времена язычества (см. «Kleinere Schriften», стр. 9, 225 сл.), указывали путь для дальнейшего исследования в связи со сравнительным изучением верований других финских народностей и критически-генетическим изучением вопросов о происхождении финского эпоса. В 1883 году Финское литературное общество издало сочинения Юлия Крона «О языческой религии финнов» — лекции о древнем культе, посвящённые святым местам, изображениям Богов, шаманам, древним жрецам, жертвенному ритуалу у финнов и родственных народов. В 1890 году вышел фундаментальный труд Николая Харузина «Русские лопари» (М., т. 66 «Изв. Имп. общ. люб. естествознания, антроп. и этногр.»), в котором обширная глава 4-я трактует о древней религии лопарей и о следах древних верований среди русских лопарей XIX века. В 1900 году доктор Бертольд Кольбах (Kohlbach) напечатал этюд «Der Mythus und Kult der alten Ungarn» («Archiv für Religionswissenschaften», т. III, 322 сл.).
Можно также отметить труды В. Майнова о мифологии мордвы («Les restes de la mythologie Mordvine», «Journ. de la Soc. finno-ougrienne», V, 1889), о религии вотяков Смирнова, исследования Верещагина о вотяках Сарапульского уезда Вятской губернии и Сосновского края (ср. Бородкин, «Финляндия в русской печати», СПб., 1902). У финнов, как и у всех народностей финно-угорской и алтайской группы, бытовал в древнейшее время шаманизм, или религия волшебства. Кроме того, у них обнаруживаются следы почитания природы, покровителей родового быта, духов-предков и известных демонов и героев. Встречаются начала богоизображения в виде деревянных болванов и священных камней (сейдов).

## Пантеон финских богов
К финским богам, согласно М. Кастрену, относятся: 1) Юмала, 2) Укко, 3) небесные светила — Солнце (Päivyt), Луна (Kuu), Большая Медведица (Otava) и звёзды (Tähti).
С принятием христианства Бог-Творец обычно обозначался как Юмала. С ним отождествлялось небесное божество Укко (Старец), который противопоставлялся чертям и колдунам.
За этой первой категорией богов идёт у Кастрена ряд богов водяных, земных и подземных. Почитание солнца и огня у древних финнов совпадало, причем огонь (Panu) считался сыном солнечного света.
Вода почиталась в Финляндии во многих местах в виде Пюхаярв (святое озеро), Пюхяйоки (святая река), pyhä vesi (святая вода);
В рунах морским владыкой и «хозяином воды» (veen isäntä) почитался Ахти или Ахто (Ahto). Этого бога моря финны представляли себе в виде почтенного старика (ukko) с травяной бородой (ruohoparta) и хитоном из пены морской. Он хозяин воды, король морских волн и властелин птиц. Богатство своё он приобрёл от погружения в море богатого Сампо. Жена его — Веламмо (Vellamo).
К злым демонам-водяникам принадлежат Хийси, Wesi и Meri—Tursas.

## Пантеон карельских богов
В «Псалтыри» (1551) Микаэля Агриколы среди карельских богов упоминаются: высшие божества старец Укко и бог бури Ильмаринен, покровители погоды и урожая Укко и его жена Рауни, покровитель охотников Хийси, покровитель рыбаков Веден-эма, защитник домашнего скота Кекри и другие.

## Загробный мир
Загробный мир Манала подвластен богу Туони (или Мана); солнце светит здесь как на земле, нет недостатка в воде, существуют леса, поля, луга, водятся медведи, волки, змеи, рыбы — но общий характер страны тёмный и опасный. Семейство смерти: Туонен-укко — отец, Туонен-акка — его жена, старая женщина с крючковатыми пальцами, Калма — божество, царствующее над гробами и мертвецами (Kalma обозначает запах мертвого тела), Туонен пойка — суровый, беспощадный и кровожадный сын, Туонен-тюттерет — дочери, малые ростом, с лицом чёрного цвета; одна из них, Ловиатар, производит в сообщничестве с ветром девять мук рода человечества, другая, Кипу-тютта — дочь болезней. Поэтическое изображение этого мира представляет известная руна Вейнемейнена о поездке его в загробное царство.
Только самым искусным и могущественным шаманам-волшебникам удалась поездка в Туонелу. Противоположностью светлому празднику лета является в самую тёмную ночь года праздник Рождества Христова. В Финляндии нет такой бедной хижины, в которой не зажигали бы свечу в эту ночь. Пол в избе устилают соломой; воробьи и домашний скот получают обильный корм. Лопари чтили Рота, властелина ада, и праздновали этого бога в вечер под Рождество. Ад (Ротаймо), по представлению лопарей, находится глубоко внизу; туда ездили колдуны. Вход в ад — иногда через озёра, иногда через трещины земли. Живут там старухи-людоедки, обладающие даром воскрешать умерших. Душа живёт у людей поближе к левому боку, недалеко от сердца, по аналогии с сосной, у которой сердцевина ближе к югу. Когда человек умирает, душа идёт к богу и пребывает у него в течение трёх дней; потом она возвращается на землю и путешествует по тем местам, где пребывала прежде. — За богами, светлыми и тёмными, шёл целый ряд божеств второстепенных духов, населяющих землю и воду, живущих в лесах и на горах.

## Низшая мифология
Леса и поля оживляются целым сонмом духов-покровителей: Лиеккиё — леший, Виронканнас — дух овсяного поля и др. У финнов каждому предмету в природе был присущ халтиа (haltia) — гений-покровитель. По словам Топелиуса, древнеязыческие финские халтиа уцелели ещё до сих пор в виде домовых. Горы, озера, реки, горные источники и даже самые дома имеют своих духов-покровителей. Калевала повествует о духах, которые именуются «хозяйками» (emäntä): хозяйка леса (например, Меликки) или хозяйка болота. Похожий статус имеет старуха Лоухи. В народе существует поверье о встречах с ними простых смертных.
19-я руна «Калевалы» упоминает о водяном (vetehinen), который препятствует Ильмаринену поймать щуку. Духам водных источников ещё шестьдесят лет тому назад приносили в виде жертвы мелкую монету. Рябиновое дерево (pihlaja) священно: если жечь его на огне, оно предсказывает женихам и невестам будущее. Ни под каким видом не следует убивать лягушек и ласточек, потому что лягушка была прежде человеком, а ласточка спит из года в год на морском дне. Пауку надлежит приносить в жертву выпавшие у человека зубы. Змеи имеют публичные собрания, на которых совещаются друг с другом.
Кастрен приводит их четыре категории: а) гении и демоны природы; в) духи и души умерших; с) духи живых людей и d) демоны повальных болезней. Тонтту (Tonttu) — домового — угощали каждое утро кашей. Пара носил властелину своему творог, масло и другие съестные припасы. Маахисы жили под порогом, в деревьях, камнях и под землёй. Им жертвовали первый кусок новоиспечённых хлебов, первый глоток домашнего пива, хозяйки — молоко, для преуспеяния молочного хозяйства. Вообще же у финнов духов бесчисленное множество. Масса их населяла леса, горы, озёра Лапландии. В водах живёт Тшадзеравган — водяной покойник; оба эти разряда духов любят музыку и часто играют, но их до сих пор никто не видал. Водяные божества у западных финнов наделены той же любовью к музыке. Смиеринатта — воровской дух, приносящий своему хозяину имущество, краденное у других лиц.

## Культ
Поклонение огню и солнцу сохранилось в кострах «кокко», которые зажигаются накануне Иванова дня, а иногда и в ночь на Троицу; тогда они называются helavalkea, то есть огонь праздника весны. Кокко обыкновенно горят на вершинах гор или где-нибудь на воде. Сжигание кокко составляет любимейшее народное празднество. Прежде это делалось в честь Бальдера, во время наивысшего стояния солнца над горизонтом. Об идолах и святых местах финнов Кастрен приводит немного данных. Есть скандинавская «сага», что на берегах Северной Двины древние биармцы имели капище с идолом Юмалы в середине. В известиях средневековых проповедников говорится только о святых деревьях; из буллы Папы Григория IX видно, что тавастцы гоняют христиан вокруг святых деревьев до смерти в возмездие за то, что они отказались от языческого богопочитания. Более разнообразно было идолопоклонство у лопарей. Для изображения бога-громовника употреблялось дерево, и оттого этому идолу придали название деревянный бог (муора юбмел): брали берёзу, из ствола делали туловище, из корней голову, в правую руку клали молоток, в голову вбивали железный гвоздь или кусок кремня. Весьма вероятно, что идея такого изображения занесена из Скандинавии.
Есть предание в Эдде, что Тор во время боя с Гругниром бросил в него свой молот и разбил камень Гругнира на две части, одна из которых попала Тору в голову. Другой бог, Сторьюнкаре, назывался иначе каменный бог (Киед-юбмел). По одним писателям, он имел вид птицы, по другим — вид человека или какого-нибудь животного. Камни, называвшиеся сейдами, ставились в память предкам. Они были рассеяны в разных местах, так как лопари не хоронили своих покойников ни в курганах, ни в дольменах. Около сейдов происходили жертвоприношения усопшим. Если сейд в чём-либо оказывался виноватым, его били или топором отрубали от него кусок, чтобы причинить ему боль.
Самое место, где стоял сейд, считалось святым. Его обносили оградой, и никто не входил за пределы её без жертвенной цели. Женщины к нему не допускались. Кроме камней-сейдов были в Лапландии ещё деревянные сейды, состоявшие: а) из деревьев, корни которых изображали голову, и b) из кольев, вбитых в землю. Капища сохранялись у лопарей до недавнего времени; места их перечислены Харузиным на стр. 193.
Вера в заклинания (luvut) жива до сих пор; ими вылечиваются от болезней, обеспечивается удача в любви, хороший урожай, удача в скотоводстве, рыбной ловле и охоте. Среди массы суеверий попадаются и пригодные народные средства, например ныне принятый массаж. Чем ближе к северу живут колдуны, тем более солидной они пользуются репутацией. Для обозначения колдунов в финском языке есть различные слова: velho, tietäjä и loitsija. В Швеции всех финнов подозревают в ведовстве, в Нюландии с недоверием смотрят на тавастландцев, в Тавастландии опасаются жителей Эстерботнии, а в Эстерботнии самыми грозными волшебниками считают лопарей. Если где-нибудь закружится вихрь, то стоит только бросить чем-нибудь стальным, чтобы тотчас увидеть лопарку, поднявшую своей метлой этот вихрь.
Точно разграничить мифы отдельных народов финно-угорской группы племён нельзя, так как недостает предварительных работ о верованиях родственных народов и не произведены необходимые изыскания. Исследования Кастрена выяснили пока только главные черты почитания природы у финнов, некоторые стороны родового быта и почитания предков; намечены влияния скандинавские в мифологии и демонологии, но шаманизм и жертвенный ритуал древних финнов могут быть выяснены только при дальнейшем сравнительном изучении фольклора родственных народов — ливов, эстонцев, саамов, удмуртов, марийцев и др. К разряду так называемых героев принадлежат у финнов Вяйнемёйнен, Лоухи, Лемминкяйнен, Илмаринен и др.

## В искусстве

### В кинематографе
- Тёмный мир — российский фэнтезийный фильм.